# Patrick Head
Patrick Head (ur. 5 czerwca 1946 roku w Farnborough) – od 1977 roku główny inżynier zespołu Williams. Head jest autorem wielu innowacyjnych rozwiązań. W maju 2004 roku został on zastąpiony na stanowisku szefa technicznego zespołu przez Sama Michaela. Był i nadal jest bardzo popularny wśród świata F1 i kibiców. Obecnie zajmuje stanowisko szefa działu inżynierii w zespole Williams.

## Życiorys

### Początki kariery
W latach 50. ojciec Patricka Heada ścigał się w zespole Jaguara. Patrick zdobywał wykształcenie w Wellington Collegue. Po zdaniu egzaminu końcowego rozpoczął służbę w Royal Navy jednak niedługo potem odszedł. Patrick uczył się na uniwersytecie w Birmingham i Bournemouth. Ukończył studia w 1970 roku w stopniu inżyniera mechanika. Po ukończonych studiach podjął pracę w Lola Racing Cars. Razem z Johnem Barnardem projektował samochody dla Benettona i Ferrari.

### Williams
W 1976 roku Patrick Head został zatrudniony przez Franka Williamsa i przejął 30% akcji Williamsa. W sezonie 1977 sprowadził do zespołu australijskiego kierowcę Alana Jonesa. W sumie zdobył 9 razy mistrzostwo w klasyfikacji konstruktorów.
Na początku lat osiemdziesiątych Head zaczął pełnić rolę dyrektora technicznego. Kierował wówczas procesem projektowania i konstrukcji oraz testami bolidów Williamsa. Head wprowadził do bolidów CVT, które umożliwiło większą optymalizację ustawień podczas całego wyścigu. Jednak żaden z zaproponowanych systemów nie zrewolucjonizował Formuły 1. W 1986 roku przejął kierowanie zespołem po wypadku Franka Williamsa. Pod nieobecność Franka Williamsa zespół podpisał kontrakt na 1987 rok z Nelsonem Piquetem.
W 1994 roku po wypadku Ayrtona Senny na torze Imola Patrick Head został oskarżony o spowodowanie śmierci brazylijskiego kierowcy, jednak nie został aresztowany gdyż według włoskiego prawa zarzuty o nieumyślne spowodowanie śmierci ulegają przedawnieniu po 7 latach i 7 miesiącach.
W 2004 roku Patrick Head przeszedł na emeryturę po 33 latach pracy dla teamu Franka Williamsa. Williams wygrał 59 wyścigów oraz zdobył 4 tytuły mistrza świata klasyfikacji konstruktorów.